# Trigoniulus bitaeniatus
Trigoniulus bitaeniatus är en mångfotingart som beskrevs av Carl 1912. Trigoniulus bitaeniatus ingår i släktet Trigoniulus och familjen Trigoniulidae. Inga underarter finns listade i Catalogue of Life.